# Albi Alla
Albi Alla (Pogradec, 1º febbraio 1993) è un calciatore albanese, difensore dell'Atsaleniou.

## Carriera

### Club
Il 1º luglio 2016 viene acquistato a titolo definitivo dalla squadra albanese del Kukësi, con cui firma un contratto quadriennale con scadenza il 30 giugno 2020.
Il 20 febbraio 2019 firma un contratto triennale con lo Yanbian F.C., dopo una settimana dalla firma il club dichiara il fallimento per debiti verso la Repubblica Popolare Cinese ed Alla firma con la squadra della China League One, lo Shanxi Changan Jingji.

### Nazionale
Riceve la sua prima convocazione in nazionale dal CT Gianni De Biasi per la partita valida per le qualificazioni ai Mondiali 2018 contro l'Italia del 24 marzo 2017 e per l'amichevole contro la Bosnia ed Erzegovina del 28 marzo 2017, dove ha debuttato da titolare.

## Statistiche

### Presenze e reti nei club
Statistiche aggiornate al 20 ottobre 2019.
| Stagione         | Squadra               | Campionato       | Campionato | Campionato | Coppe nazionali | Coppe nazionali | Coppe nazionali | Coppe continentali | Coppe continentali | Coppe continentali | Altre coppe | Altre coppe | Altre coppe | Totale | Totale |
| Stagione         | Squadra               | Comp             | Pres       | Reti       | Comp            | Pres            | Reti            | Comp               | Pres               | Reti               | Comp        | Pres        | Reti        | Pres   | Reti   |
| ---------------- | --------------------- | ---------------- | ---------- | ---------- | --------------- | --------------- | --------------- | ------------------ | ------------------ | ------------------ | ----------- | ----------- | ----------- | ------ | ------ |
| feb.-giu. 2013   | Ergotelīs             | FL               | 0          | 0          | CG              | 0               | 0               | -                  | -                  | -                  | -           | -           | -           | 0      | 0      |
| 2013-2014        | Fokikos               | FL               | 23         | 0          | CG              | 3               | 0               | -                  | -                  | -                  | -           | -           | -           | 26     | 0      |
| 2014-2015        | Panachaiki            | FL               | 20+8       | 0          | CG              | 5               | 1               | -                  | -                  | -                  | -           | -           | -           | 33     | 1      |
| 2015-gen. 2016   | Ergotelīs             | FL               | 8          | 0          | CG              | 4               | 0               | -                  | -                  | -                  | -           | -           | -           | 12     | 0      |
| Totale Ergotelis | Totale Ergotelis      | Totale Ergotelis | 8          | 0          |                 | 4               | 0               |                    | -                  | -                  |             | -           | -           | 12     | 0      |
| gen.-giu. 2016   | Bylis Ballsh          | KS               | 16         | 0          | CA              | 0               | 0               | -                  | -                  | -                  | -           | -           | -           | 16     | 0      |
| 2016-2017        | Kukësi                | KS               | 30         | 0          | CA              | 0               | 0               | UEL                | 0                  | 0                  | SA          | 1           | 0           | 31     | 0      |
| 2017-2018        | Kukësi                | KS               | 21         | 0          | CA              | 4               | 0               | UCL                | -                  | -                  | SA          | -           | -           | 25     | 0      |
| lug.-ago. 2018   | Kukësi                | KS               | 0          | 0          | CA              | 0               | 0               | UCL+UEL            | 3+1                | 0                  | SA          | -           | -           | 4      | 0      |
| Totale Kukësi    | Totale Kukësi         | Totale Kukësi    | 51         | 0          |                 | 4               | 0               |                    | 4                  | 0                  |             | 1           | 0           | 60     | 0      |
| 2018-feb. 2019   | Flamurtari Valona     | KS               | 12         | 1          | CA              | 1               | 0               | -                  | -                  | -                  | -           | -           | -           | 13     | 1      |
| feb. 2019        | Shanxi Changan Jingji | CL1              | 21         | 2          | CC              | 1               | 0               | -                  | -                  | -                  | -           | -           | -           | 22     | 2      |
| Totale carriera  | Totale carriera       | Totale carriera  | 151+8      | 3+0        |                 | 18              | 1               |                    | 4                  | 0                  |             | 1           | 0           | 182    | 4      |

### Cronologia presenze e reti in nazionale
| Cronologia completa delle presenze e delle reti in nazionale ― Albania | Cronologia completa delle presenze e delle reti in nazionale ― Albania | Cronologia completa delle presenze e delle reti in nazionale ― Albania | Cronologia completa delle presenze e delle reti in nazionale ― Albania | Cronologia completa delle presenze e delle reti in nazionale ― Albania | Cronologia completa delle presenze e delle reti in nazionale ― Albania | Cronologia completa delle presenze e delle reti in nazionale ― Albania | Cronologia completa delle presenze e delle reti in nazionale ― Albania |
| Data                                                                   | Città                                                                  | In casa                                                                | Risultato                                                              | Ospiti                                                                 | Competizione                                                           | Reti                                                                   | Note                                                                   |
| ---------------------------------------------------------------------- | ---------------------------------------------------------------------- | ---------------------------------------------------------------------- | ---------------------------------------------------------------------- | ---------------------------------------------------------------------- | ---------------------------------------------------------------------- | ---------------------------------------------------------------------- | ---------------------------------------------------------------------- |
| 28-3-2017                                                              | Elbasan                                                                | Albania                                                                | 1 – 2                                                                  | Bosnia ed Erzegovina                                                   | Amichevole                                                             | -                                                                      | 46’                                                                    |
| Totale                                                                 |                                                                        | Presenze (341º posto)                                                  | 1                                                                      |                                                                        | Reti                                                                   | 0                                                                      |                                                                        |

## Palmarès

### Club

#### Competizioni nazionali
- Supercoppa d'Albania: 1

Kukësi: 2016
- Campionato albanese: 1

Kukësi: 2016-2017